# See You (Depeche Mode-dal)
A See You a Depeche Mode brit zenekar soron következő 4. kislemeze, és az első kimásolt dala második A Broken Frame című stúdióalbumukról. A dalt Martin Gore írta, mely 1982. január 29-én jelent meg, melyet a Blackwing Stúdióban rögzítettek.

## Előzmények
A dallal egy kis világkörüli turnéba kezdtek Alan Wilderrel, aki nem közreműködött a dalban, és az albumon sem. A "See You"-nak három változata létezik. A 7" single verzió (3:55), az album verzió (4:34), és egy 12"-es verzió hosszabb bevezetővel. (4:50). Az Extended verzió és az Album verzió majdnem hasonló. Az album változat 20 másodperccel rövidebb, mint a 12-es változat.
A "See You" kislemez B. oldalán a "Now, This is Fun" című dal található. A hosszabb változatnak van egy középső hídja, és a vége hosszabb. Dave Gahan néha azt kiabálja: "It's Funny" (Ez vicces). A "Now This is Fun" dalt korábban "Reason For Fun"-nak hívták.
A dalhoz készült videoklipet Julien Temple rendezte. Ez volt az első videó, melyben Alan Wilder közreműködött. A klipben rövid ideig zongorázik, és több fotószalagon is feltűnik. A videó egy részét a londoni Hounslow pályaudvaron forgatták. A videó elején egy kihangosító látható, hasonlóan az öt évvel később kiadott Music for the Mass borítójához. A zenekarnak nem tetszett a videó, és nem is jelent meg az 1985-ös Some Great Videos összeállításon, mely 1985-ig tartalmazta a csapat videóit, kivéve a "A Broken Frame" kislemezeket, és a "Get the Balance Right" című kislemezt.

## Számlista
| 7": Mute / 7Mute18 (Egyesült Királyság) 1. "See You" (Single Version) – 3:55 2. "Now, This Is Fun" – 3:23 12": Mute / 12Mute18 (Egyesült Királyság) 1. "See You" (Extended Version) – 4:50 2. "Now, This Is Fun" (Extended Version) – 4:45 CD: Mute / CDMute18 (Egyesült Királyság)1 1. "See You" (Extended Version) – 4:50 2. "Now, This Is Fun" – 3:23 3. "Now, This Is Fun" (Extended Version) – 4:45 | 12": Sire / Sire 29957-0 (Egyesült Államok) 1. "See You" (Extended Version) – 4:50 2. "Now, This Is Fun" (Extended Version) – 4:45 3. "The Meaning of Love" (Fairly Odd Mix) – 4:59 4. "See You" (Single Version) – 3:55 CD: Sire / 40292-2 (Egyesült Államok)1 1. "See You" (Extended Version) – 4:50 2. "Now, This Is Fun" – 3:23 3. "Now, This Is Fun" (Extended Version) – 4:45 |

Megjegyzés
- 1:1991-ben jelent meg.
- Minden dalt Martin Gore írt.
- Az alternatív változatok nem szerepelnek a borítón.

## Slágerlista
| Slágerlista (1982)                          | Legmagasabb helyezés |
| ------------------------------------------- | -------------------- |
| Írország (IRMA)                             | 9                    |
| Netherlands (Dutch Top 40 Tipparade)        | 13                   |
| Hollandia (Single Top 100)                  | 49                   |
| Egyesült Királyság (UK Singles Chart)       | 6                    |
| UK Indie (MRIB)                             | 1                    |
| Nyugat-Németország (Official German Charts) | 44                   |